# Michaił Romiejko
Michaił Kazimirowicz Romiejko (Asmus) (ros. Михаил Казимирович Ромейко (Асмус), ur. 1898 w Rydze, zm. 12 września 1943 w łagrze w Komijskiej ASRR) – funkcjonariusz radzieckich służb specjalnych, major bezpieczeństwa państwowego.

## Życiorys
Był synem niemieckiego księgowego. Skończył czteroklasową szkołę miejską w Rydze i dwie klasy niemieckiej szkoły realnej, od lutego do grudnia 1917 służył w rosyjskiej armii, potem został sekretarzem komisji śledczej rady rejonowej w Piotrogrodzie. Od sierpnia 1918 należał do RKP(b), pracował w wydziale kontroli Floty Bałtyckiej, a od października 1918 w organach Czeki, 1919-1920 był zastępcą szefa wydziału specjalnego karelskiego sektora ochrony granicy fińskiej, w 1920 zastępcą szefa Wydziału Specjalnego Czeki 55 Dywizji Piechoty i potem funkcjonariuszem Wydziału Specjalnego Czeki Frontu Polskiego. Od maja 1921 do lutego 1922 był szefem Wydziału Specjalnego Charkowskiej Gubernialnej Czeki, potem Charkowskiego Gubernialnego Oddziału GPU, 1923-1924 zastępcą szefa Charkowskiego Gubernialnego Oddziału GPU, a od stycznia 1924 do września 1925 funkcjonariuszem Winnickiego Okręgowego Oddziału GPU. Od 29 września 1925 do 1930 był szefem Wydziału Specjalnego 14 Korpusu Piechoty, jednocześnie od 15 października 1927 do 21 marca 1928 pomocnikiem szefa Kijowskiego Okręgowego Oddziału GPU, od października 1930 do 12 czerwca 1931 szefem Wydziału Specjalnego Kijowskiego Sektora Operacyjnego GPU, a od 12 czerwca 1931 do 14 lutego 1932 szefem Miejskiego Oddziału GPU w Ługańsku. Następnie został przeniesiony do Kazachstanu jako szef Zachodniokazachstańskiego Obwodowego Oddziału GPU (od 19 marca 1932 do 10 lipca 1934), od 15 lipca 1934 do 7 kwietnia 1938 był szefem Zarządu NKWD obwodu zachodniokazachstańskiego, 25 grudnia 1935 otrzymał stopień majora bezpieczeństwa państwowego. Odznaczono go Odznaką "Honorowy Funkcjonariusz Czeki/GPU (V)".
25 maja 1938 został aresztowany, a 14 grudnia 1940 skazany przez Wojskowe Kolegium Sądu Najwyższego ZSRR na 15 lat więzienia. Zmarł w łagrze w Republice Komi.